# Solva varicolor
Solva varicolor är en tvåvingeart som först beskrevs av Jacques-Marie-Frangile Bigot 1892.  Solva varicolor ingår i släktet Solva och familjen lövträdsflugor.
Artens utbredningsområde är Kanarieöarna. Inga underarter finns listade i Catalogue of Life.